# Trupanea arizonensis
Trupanea arizonensis
 es una especie de insecto díptero que Malloch describió científicamente por primera vez en el año 1942.
Esta especie pertenece al género Trupanea de la familia Tephritidae.